# 乞伏木奕干
乞伏木奕干（?—?），又作木弈干，西秦宗室，陇西鲜卑乞伏司繁的儿子，是西秦国王乞伏归的弟弟。
411年五月，乞伏乾归任命乞伏木弈干为武威太守，412年六月，振威将军乞伏公府刺杀了乞伏乾归，据守大夏郡。平昌公乞伏炽磐派他的弟弟广武将军乞伏智達、杨武将军乞伏木弈干率领三千骑兵，前去讨伐。乞伏智达等人在大夏击败乞伏公府。乞伏智达等攻陷了叠兰城，杀乞伏阿柴、乞伏公府。417年，安东将军乞伏木弈干，进攻吐谷浑国王树洛干，在尧杆川大败他的弟弟阿豺，俘虏五千多人班师。418年，乞伏炽磐任命乞伏木弈干为沙州刺史，镇守乐都。421年，乞伏炽磐派遣征北将军乞伏木弈干、辅国将军乞伏元基攻打夏国所属的上邽，遇到连绵大雨，班师回朝。北凉沮渠蒙逊派右卫将军沮渠鄯善、建节将军沮渠苟生率军七千攻打西秦。乞伏炽磐派征北将军乞伏木弈干等率领步、骑兵五千人抵抗北凉军，在五涧大败沮渠鄯善，生擒沮渠苟生，斩首二千人。428年，西秦王乞伏暮末即位，任命征北将军乞伏木弈干为尚书令、车骑大将军。